# ایزوپرنول
ایزوپرنول (به انگلیسی: Isoprenol) با فرمول شیمیایی C۵H۱۰O یک ترکیب شیمیایی است. که جرم مولی آن ۸۶٫۱۳۲ g/mol می‌باشد. 